# Amaurobius agastus
Amaurobius agastus är en spindelart som först beskrevs av Chamberlin 1947.  Amaurobius agastus ingår i släktet Amaurobius och familjen mörkerspindlar. Inga underarter finns listade i Catalogue of Life.